# Jorge Vilda
Jorge Vilda Rodríguez (Madrid, 7 de julio de 1981) es un entrenador de fútbol español. Actualmente es el entrenador de la Selección femenina de fútbol de Marruecos desde el 12 de octubre del 2023, previamente estuvo estrechamente ligado a las selecciones femeninas españolas de fútbol. Ocupó el cargo de seleccionador nacional de la selección femenina de España durante ocho años, alzándose con la Copa Mundial Femenina de Fútbol en 2023.

## Trayectoria
Es hijo de Ángel Vilda, quien fue preparador físico de Johan Cruyff en sus años de éxito en el Fútbol Club Barcelona y entrenador de las selecciones femeninas de fútbol sub-17 y sub-19. Jorge formó tándem con su padre en la Ciudad del Fútbol de las Rozas cuando en 2010 se situó al frente de la selección sub-17, mientras su padre estaba al frente de la sub-19. Con esta selección consiguió dos Eurocopas, dos subcampeonatos europeos, un bronce mundial, un bronce europeo y un subcampeonato del mundo. Tres años más tarde, en 2014, sustituyó a su padre en el banquillo de la selección sub-19. Fue el año también en el que fue nominado Entrenador mundial de la FIFA femenino.
En 2015 fue nombrado seleccionador nacional de la selección femenina absoluta sustituyendo a Ignacio Quereda, quien dimitió tras 27 años en el cargo.
En 2018 fue incluido entre los diez nominados al premio The Best FIFA al mejor profesional de entrenamiento de fútbol femenino. También formó parte de la edición inaugural del programa de mentores para entrenadores de fútbol femenino de la FIFA, siendo designado mentor de la brasileña Beatriz Vaz e Silva.

### Polémicas
El 30 de agosto de 2022, el diario El Confidencial publicó que una parte mayoritaria de las jugadoras de la selección nacional, encabezadas por sus capitanas, había pedido su dimisión por desacuerdos relacionados con sus planteamientos tácticos y con la gestión del grupo, que en su opinión estaban provocando un estancamiento que impedía progresar al equipo. Algunos de los motivos concretos fueron «una clara distinción de trato entre titulares y suplentes que desmotiva al grupo», «el poco nivel de los entrenamientos» y las «limitaciones para trabajar tareas específicas». Dos días después, el 1 de septiembre, tanto Vilda como las jugadoras comparecieron por separado en dos ruedas de prensa consecutivas. El primero en comparecer fue el entrenador, que dispuso de 20 minutos sin límite de preguntas. Después lo hicieron las jugadoras, en una intervención en la que la organización, a petición de las jugadoras, limitó a cuatro el número de preguntas por parte de la prensa. Aunque las jugadoras negaron haber pedido la dimisión de Vilda, como se había filtrado previamente, se hizo evidente la ruptura existente entre la plantilla y su entrenador.
Tras conseguir el apoyo de la Federación para seguir al frente de la Selección Nacional Absoluta, Vilda decidió no convocar a las jugadoras rebeldes en los próximos partidos. Solo tres de ellas —Aitana Bonmatí, Mariona Caldentey y Ona Batlle— volvieron a la Selección y fueron convocadas para competir en la Copa Mundial Femenina de Fútbol de 2023. En este torneo, España se alzó con el trofeo mundial tras derrotar a la selección inglesa por 1-0 en la final, gracias a un gol en el minuto 29 de Olga Carmona.
Tras el escándalo relativo a la inapropiada actitud del presidente de la RFEF, Luis Rubiales, y su posterior suspensión, el 5 de septiembre de 2023 Vilda fue destituido por el presidente interino, Pedro Rocha, como seleccionador nacional.

### Selección femenina de fútbol de Marruecos
El 12 de octubre de 2023, fue anunciado como nuevo director técnico de la Selección femenina marroquí.

## Clubes

### Como entrenador
| Club                                | País      | Temporada       |
| ----------------------------------- | --------- | --------------- |
| Selección femenina sub-17 de España | España    | 2010 - 2014     |
| Selección femenina sub-19 de España | España    | 2014 - 2015     |
| Selección femenina de España        | España    | 2015 - 2023     |
| Selección femenina de Marruecos     | Marruecos | 2023 - presente |

## Palmarés

### Títulos internacionales
| Título                          | Equipo | Sede      | Año  |
| ------------------------------- | ------ | --------- | ---- |
| Copa Mundial Femenina de Fútbol | España | Australia | 2023 |